# Filmcentrum
Filmcentrum är en centrumbildning, ideell förening och filmdistributör, verksam i Sverige.

## Verksamhet
Filmcentrum distribuerar film: spel-, kort- och dokumentärfilm. Förutom det direkta arbetet med distribution – att tillgängliggöra kvalitetsfilm och stimulera efterfrågan genom tematiska och pedagogiska projekt – arbetar föreningen också kulturpolitiskt för att värna om svenska filmarbetares rätt och möjlighet att leva av sina värv. Filmcentrum är en av centrumbildningarna på kulturområdet. Centrumbildningar inom kulturområdet är medlemsstyrda intresse- och förmedlingsorganisationer för de fria professionella utövarna inom respektive konstområde.
FilmCentrum ger ut filmartidningen Filmarbetaren, med fyra nummer om året. Föreningen arrangerar också Filmfestival för mänskliga rättigheter (MRF).[källa behövs]

## Geografisk placering
Föreningen Filmcentrums har sitt säte i Stockholm men har även en filial i Göteborg. I Malmö finns den separata föreningen Filmcentrum Syd som arbetar med produktionsstöd, visningsarrangemang och kursverksamhet.[källa behövs]

## Historia
Filmcentrum startades 1968 av oberoende filmare för att skapa  visningsfönster åt svenska filmare och för att bredda filmutbudet.  Initiativet togs av Sven Frostenson, Margareta Wibom och Carl Henrik  Svenstedt. Det egentliga grundandet skedde vid ett stormöte på ABF i  Stockholm i maj 1968 med ett 80-tal filmare närvarande.[källa behövs]